# Erioptera cornuta
Erioptera cornuta là một loài ruồi trong họ Limoniidae. Chúng phân bố ở miền Cổ bắc.